# Сегеркранц, Владимир Карлович
Владимир Карлович Сегеркранц (1872—1914) — полковник, герой Первой мировой войны.

## Биография
Родился 8 января 1872 года, происходил из шведских дворян Эстляндской губернии, сын отставного генерал-майора Карла-Наполеона Сегеркранца. Начальное образование получил в Рижском реальном училище, после чего поступил на военно-училищные курсы.
15 августа 1890 года был принят в Киевское пехотное юнкерское училище, из которого выпущен в 111-й пехотный Донской полк. 4 августа 1892 года произведён в подпоручики лейб-гвардии Литовского полка. 4 августа 1896 года произведён в поручики.
В 1899 году Сегеркранц окончил прохождение курса наук в Николаевской академии Генерального штаба по 1-му разряду, причём 2 июня того же года за успехи в науках был произведён в штабс-капитаны. По неизвестной причине Сегеркранц не был причислен к Генеральному штабу и вернулся в свой полк. 6 декабря 1900 года был назначен командиром роты и занимал эту должность до 29 ноября 1902 года, когда был назначен состоять при штабе Варшавского военного округа.
6 декабря 1903 года Сегеркранц был произведён в подполковники и назначен штаб-офицером для особых поручений при штабе 5-го армейского корпуса, с 24 марта по 17 мая 1904 года был штаб-офицером для поручений при штабе Варшавского военного округа, а затем был старшим адъютантом при этом штабе. Находясь на этой последней должности он в 1904 году был командирован на Дальний Восток и принимал участие в русско-японской войне, за отличие был награждён орденом св. Станислава 2-й степени.
7 апреля 1905 года Сегеркранц был назначен начальником штаба 18-й пехотной дивизии, причём в 11 мая по 1 сентября 1906 года для прохождения служебного ценза командовал батальоном в 69-м пехотном Рязанском полку. 6 декабря 1907 года произведён в полковники. С 4 апреля 1908 года занимал должность начальника штаба 3-й гвардейской пехотной дивизии.
3 сентября 1913 года Сегеркранц был назначен командиром 171-го пехотного Кобринского полка. Во главе этого полка он встретил начало Первой мировой войны, сражался в Восточной Пруссии. 28 августа 1914 года Сегеркранц, отражая обходной манёвр частей 8-й германской армии, погиб в бою у Летцена. Высочайшим приказом от 13 января 1915 года полковник Сегеркранц был посмертно награждён орденом св. Георгия 4-й степени.
За то, что в боях 26-го и 27 августа 1914 г., командуя правым участком расположения бригады, выказал высокий образец доблести, храбрости и высокого и самоотверженного исполнения долга присяги, не только удержавшись под натиском превосходных сил противника до вечера 27-го августа на занятых полком позициях, но даже дважды принуждая значительно превосходящего в силах противника очищать занятые им окопы и отойдя с полком только тогда, когда отошла артиллерия его участка. Такая самоотверженная оборона участка дала возможность отойти прочим частям, что и способствовало успеху боя 27-го августа. 28-го августа при такой же трудной обстановке был убит.
Среди прочих наград Сегеркранц имел ордена:
- Орден Святого Станислава 3-й степени (1901 год)
- Орден Святой Анны 3-й степени (1904 год)
- Орден Святого Станислава 2-й степени (1905 год)
- Орден Святой Анны 2-й степени (6 декабря 1910 года)
- Орден Святого Владимира 4-й степени (6 мая 1913 года)

Его брат Сергей Карлович Сегеркранц был генерал-майором, после Октябрьской революции служил в РККА.